# Thallarcha erotis
Thallarcha erotis är en fjärilsart som beskrevs av Turner 1914. Thallarcha erotis ingår i släktet Thallarcha och familjen björnspinnare. Inga underarter finns listade i Catalogue of Life.